# Badumna arguta
Badumna arguta là một loài nhện trong họ Desidae.
Loài này thuộc chi Badumna. Badumna arguta được miêu tả năm 1906 bởi Eugène Simon.